# Caridad Álvarez Martín
Caridad Álvarez Martín fue una monja española, nacida en Santa Cruz de la Salceda (Burgos, España) el 9 de mayo de 1933, miembro de la congregación de las Misioneras Agustinas, asesinada el 23 de octubre de 1994 en compañía de sor Esther Paniagua Alonso por el Grupo Islámico Armado en odio a la fe católica durante la guerra civil de Argelia. Es uno de los Mártires de Argelia, proclamada beata el 8 de diciembre de 2018 por el Papa Francisco.

## Biografía
En 1955 ingresó en la congregación de las Hermanas Misioneras Agustinas. Fue enviada a la Argelia francesa durante la guerra de independencia de Argelia y pronunció allí sus votos perpetuos el 3 de mayo de 1960. Tras un breve regreso por motivos de salud volvió a Argelia, ya país independiente, y permaneció allí durante más de treinta años.Fue miembro de una pequeña comunidad de tres monjas en Bab El Oued.  Su labor se centró  principalmente en ancianos y pobres y destacó por su carácter abierto.
Allí vivió la guerra civil argelina que estalló en los años 1990. Ante la peligrosidad de la situación, no duda en quedarse para atender su misión y permanecer junto a las personas que la acogieron y a quienes amó profundamente: 

Estoy abierta a lo que Dios y mis superiores quieren de mí. María permaneció abierta a la voluntad de Dios, probablemente a un costo para ella. En estos momentos actuales quiero permanecer en esta actitud ante Dios.

Sin embargo, fue objeto de amenazas poco antes del ataque del que fue víctima.  El domingo 23 de octubre de 1994, de camino a misa en la capilla San José de las Hermanitas de Jesús, fue asesinada a tiros mientras tocaba el carillón de las hermanas. Herida por un balazo en el cráneo y otro en el cuello, murió pocas horas después en el hospital militar al que fue trasladada. Con ella al momento del crimen falleció instantáneamente la hermana Esther Paniagua Alonso. Las autoridades argelinas consideran que el ataque se debió al Grupo Armado Islámico (GIA). 

## Homenajes
Caridad Álvarez Martín es una de los diecinueve clérigos católicos asesinados en Argelia entre 1994 y 1996. 
Fue proclamada beata por el Papa Francisco el 8 d diciembre de 2018 en Orán, junto a los demás Mártires de Argelia.